# Johannes B. Torelló

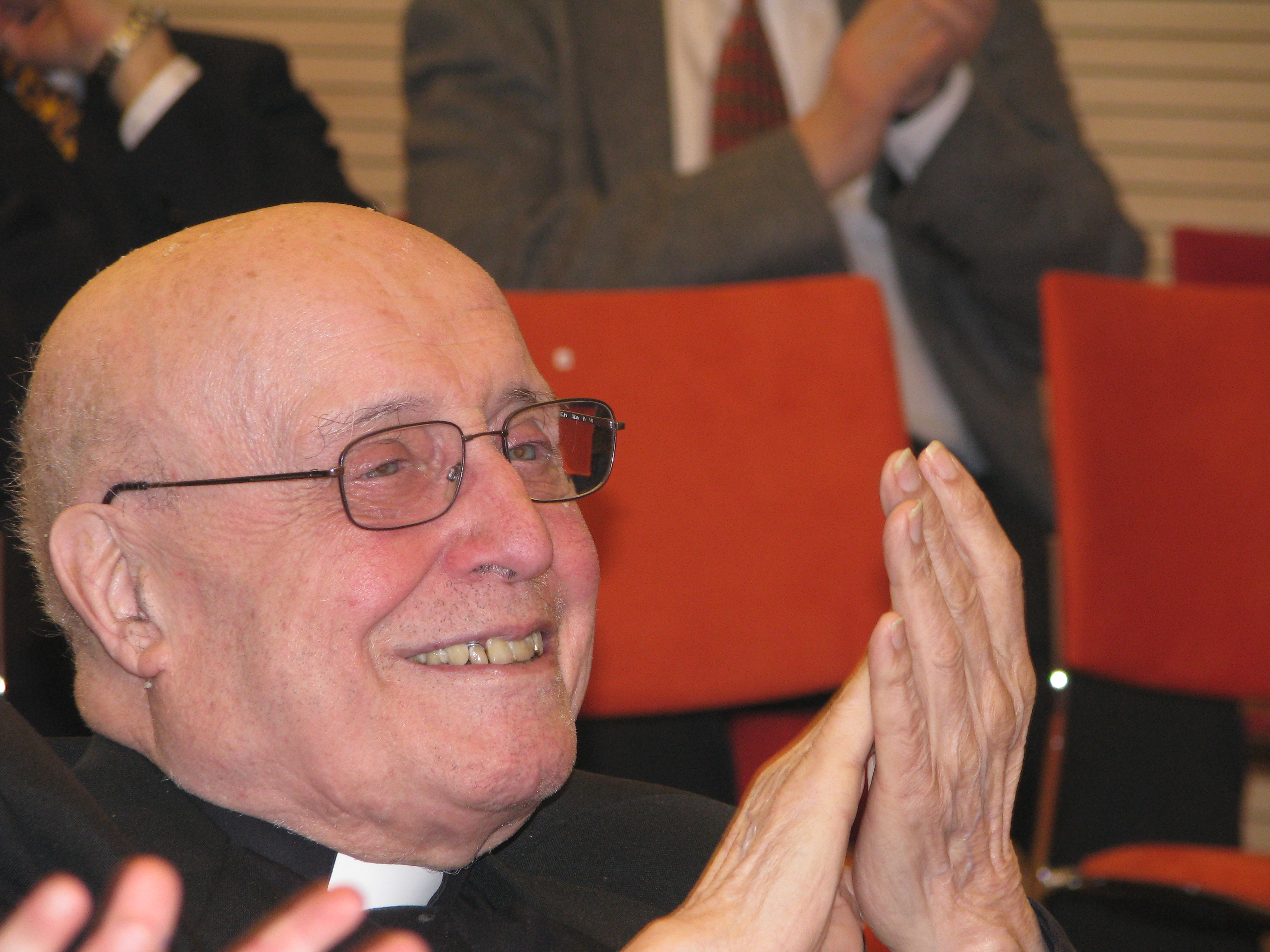
Johannes B. Torelló, 2010

Johannes Baptist Torelló (es: Juan Bautista Torelló y Barenys, it: Gianbattista Torello) (* 7. November 1920 in Barcelona; † 15. August 2011 in Wien) war ein aus Spanien stammender österreichischer Geistlicher und römisch-katholischer Theologe sowie Neurologe und Psychiater.

## Leben
Johannes B. Torelló stammte aus einer Familie mit fünf Kindern; die älteste Schwester heiratete und hatte neun Kinder, seine beiden Brüder waren Jesuiten, die jüngste Schwester Priorin der unbeschuhten Karmelitinnen im Kloster von Pedralbes. Er studierte nach dem Ende des Spanischen Bürgerkriegs Medizin in Barcelona und in Madrid, wo er mit einer Arbeit in Psychologie zum Doktor der Medizin promoviert wurde. Er wurde Facharzt für Neurologie und Psychiatrie. Nach Kennenlernen von Josemaría Escrivá 1941 trat er der dem Opus Dei bei. Während seines Medizinstudiums engagiert er sich in der aus Dichtern, Intellektuellen, Malern, Schauspielern und Künstlern – darunter Ramón Aramón i Serra, Salvador Espriu und Josep Lleonard i Maragall – bestehenden Untergrund-Gruppe „L’Estudi“, die die verbotene katalanische Kultur und Sprache pflegte. Escrivá ermöglichte ihm ein Promotionsstudium an der Päpstlichen Universität Heiliger Thomas von Aquin (Angelicum) in Rom, wo er zum Doctor theologiae promoviert wurde. Am 6. Juni 1948 empfing er die Priesterweihe und war ab 1949 als Priester für das Opus Dei in Sizilien tätig; 1956 wechselte er nach Zürich. Josemaría Escrivá betraute ihn 1958 mit der Leitung des Regionalvikariats Opus Dei in Italien und ab 1964 in Österreich.
Neben der Tätigkeit des Regionalvikar von Opus Dei in Österreich wurde er vom Wiener Erzbischof Franz Kardinal König zum Kirchenrektor der Wiener Peterskirche bestellt. 1989 erfolgte die Ernennung zum Prälaten durch Papst Johannes Paul II. 1995 übergab er das Amt an Werner Litzka.
Johannes Torelló lehrte Psychologie als Gastvortragender unter anderem an den Universitäten von Palermo und Mailand, war Professor in Convitto Ecclesiastico und in der Hochschule für Sozialdienste in Palermo und lehrte auch an dem Istituto di Istruzione Superiore "Cristoforo Marzoli" in Palazzolo sull’Oglio (Brescia). Ab dem Jahr 2000 war er in den Sommersemestern außerordentlicher Professor für Spirituelle Theologie an der Päpstlichen Universität vom Heiligen Kreuz. Er publizierte zahlreiche Artikel und Bücher, darunter bekannte Werke wie „Psychologie und Beichte“, „Zur Spiritualität der Laien“ und „Von Gott zuerst geliebt“. Seine katalanischen Gedichte wurden in die Anthologien zur katalanischen Kultur („Les mil millors poesies de la llengua catalana“) übernommen.
Torelló war eng befreundet mit Franz Kardinal König, dem Wiener Bürgermeister Helmut Zilk und dessen Ehefrau Dagmar Koller, dem Psychiater Viktor Frankl und dem Leiter der Wiener Caritas Leopold Ungar. Er verstarb an seinem Wohnsitz, dem alten Pfarrhaus der Rektoratskirche St. Peter in der Wiener Innenstadt, und wurde am Ottakringer Friedhof bestattet.

## Werke
- Zölibat und Persönlichkeit, 1974, ISBN 978-3920007090
- Die Welt erneuern, 1974, ISBN 978-3920007151
- Erziehung und Tugend, 1979, ISBN 978-3920007526
- Grundwerte der Erziehung, Adamas 1980, ISBN 978-3920007557, zusammen mit Fernando Inciarte und Manfred Spieker
- Sexualität und Person, Adamas 1989, ISBN 978-3925746383
- Personale Erziehung, Adamas 1990, ISBN 978-3925746406, zusammen mit Bruno Hamann und Gerard J. M. van den Aardweg
- Sexualität, Liebe und Hingabe, Verl. Kultur in die Familie Linz 1992, ISBN 978-3900891121
- Psychologie des Alltags. Modelle für das Leben, 1993, ISBN 978-3900891190
- Psychoanalyse und Beichte, Fassbaender Verlag 2005, ISBN 978-3900538828
- Von Gott zuerst geliebt: Betrachtungen zur Einkehr, Fassbaender Verlag 2006, ISBN 978-3900538910